# Gruftkapelle Bartenstein-Vrints (Falkenstein)

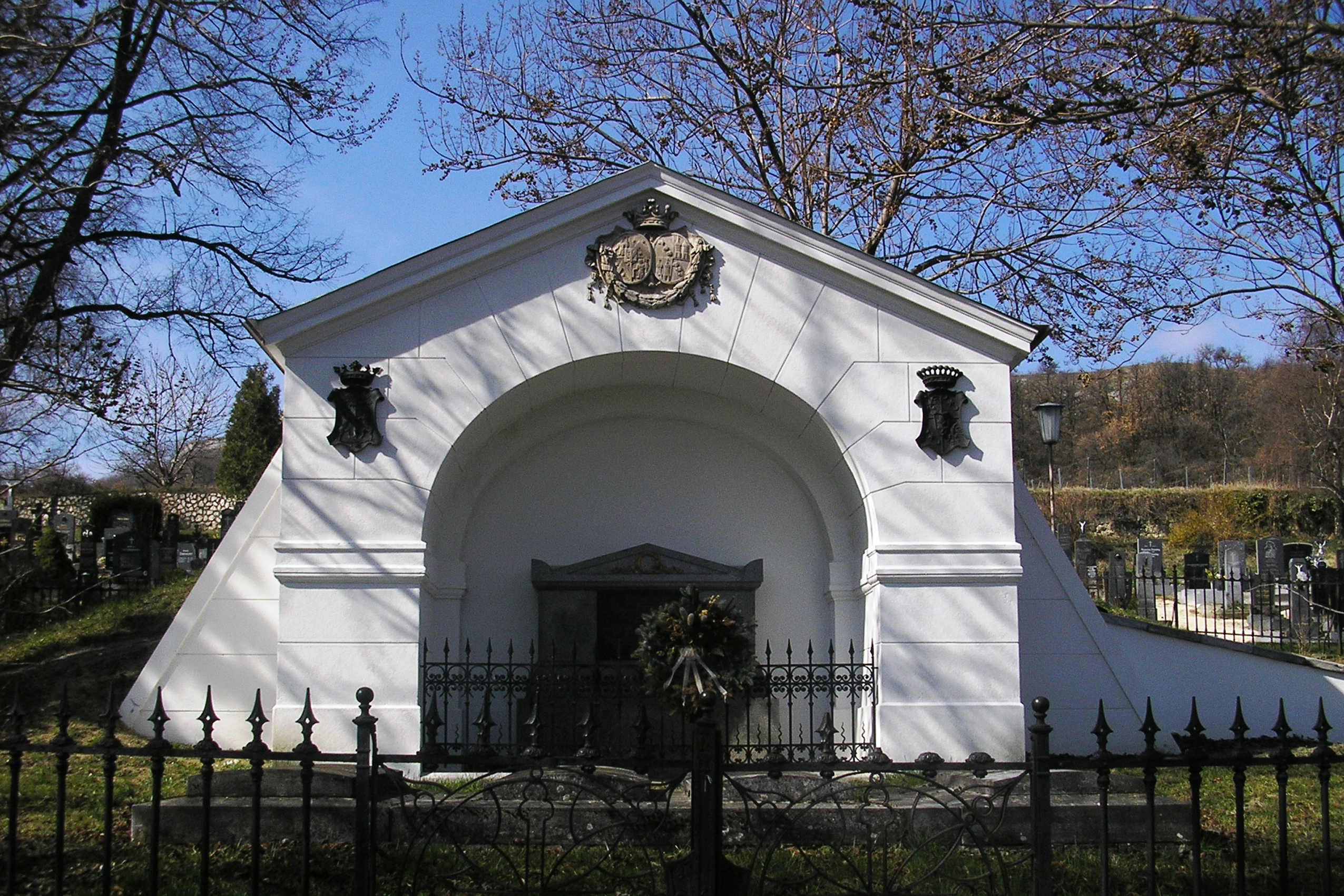
Gruft der Bartenstein-Vrints am Friedhof von Falkenstein

Die Gruftkapelle der Freiherrn von Bartenstein und der Grafen Vrints zu Falkenstein entstand durch den Umbau einer abgegangenen Kirche auf dem Friedhof der niederösterreichischen Marktgemeinde Falkenstein. Der kapellenartige Aufbau wurde 1855 errichtet.

## Geschichte
Franz Xaver Schweickhardt beschreibt die Gruft als Überrest der ältesten Kirche von Falkenstein und berichtet vom Fund einer Säule für das Ewige Licht und eines Taufsteins. Auf diesem unterirdischen Gewölbe habe eine dem hl. Georg geweihte Kirche gestanden, über deren Entstehung und Verschwinden aber keine Dokumente vorliegen. Der unterirdische Bau sei als Beinhaus verwendet worden. 1819 ließ Christoph Johann Freiherr von Bartenstein das Gewölbe zur Familiengruft umbauen. Bartenstein war Inhaber der Herrschaft Poysbrunn und Sohn des Johann Christoph Bartenstein. 1844 wurde auf die Gruft ein kapellenartiger Aufbau gesetzt. Im Auftrag von Maximilian Vrints zu Falkenstein, Erbe der Bartenstein, wurde die Gruft erneuert und mit Bronzewappen versehen
.

## Beschreibung
Die Gruftkapelle ist ein schlichter klassizistischer Bau, auf Pfeilern mit Gebälk ruht ein Rundbogen mit dreieckigem Giebel und leichter Rustika. Im Scheitel ein steinernes Allianzwappen des Freiherrn Christoph Johann II von Bartenstein und seiner Frau Eugenie Gräfin von Helmann von Termeeren. Auf den Pfeilern zwei Wappenschilder aus Bronze, das rechte mit dem Wappen der Vrints zu Falkenstein samt Grafenkrone, das linke zeigt das Wappen der Freiherrn von Osy de Zegwaart aus Belgien. In der Kapellennische ein antikisierendes Epitaph mit Lorbeerkranz. Vor der Kapelle liegen vier Gruftdeckel. Die Gruft wird von einem klassizistischen Eisengitter begrenzt.

## Beigesetzte Personen
- Christoph Johann II Freiherr von Bartenstein (1759–1843) und seine Frau Eugenie Gräfin Helmann von Termeeren (1759–1834)
- Franz von Bartenstein (1783–1818) und seine Frau Sophia von Bartenstein (1786–1867)
- Johann Josef Freiherr von Bartenstein (1746–1847)
- Ludovika von Bartenstein, verehelichte Freifrau Osy von Zeegwaard (1786–1847)
- Karl von Bartenstein (1794–1847) und seine Frau Eugenie Osy von Zeegwaard (1807–1871), Tochter seiner Schwester Ludovika, 2. Ehefrau von Maximilian Vrints von Falkenstein
- Franziska Posthuma von Bartenstein (1819–1847), Tochter des Franz von Bartenstein (1783–1818), erste Ehefrau des Maximilian Vrints von Falkenstein
- Maximilian Vrints zu Falkenstein (1802–1896)
- Maximilian II. Vrints zu Falkenstein (1844–1900) und seine Frau Konstanzia Gräfin von Althann (1851–1900)
- Alexander Vrints zu Falkenstein (1871–1932) und seine Frau Anna Wolf (1878–1953)